# Finale della Coppa dei Campioni 1958-1959
La Finale della Coppa dei Campioni 1958-1959 si disputò il 3 giugno 1959 al Neckarstadion di Stoccarda tra gli spagnoli del Real Madrid e i francesi dello Stade de Reims, squadre che si erano già incontrate tre anni prima, in occasione della prima finale della storia della Coppa dei Campioni. Il match, arbitrato dal tedesco Albert Dusch, vide la vittoria delle merengues per 2-0 di fronte a circa 72.000 spettatori, grazie alle reti di Mateos e Di Stéfano.

## Le squadre
| Squadre     | Partecipazioni precedenti (il grassetto indica la vittoria) |
| ----------- | ----------------------------------------------------------- |
| Real Madrid | 3 (1956, 1957, 1958)                                        |
| Stade Reims | 1 (1956)                                                    |

## Il cammino verso la finale
Il Real Madrid superò al primo turno i turchi del Beşiktaş con una vittoria per 2-0 all'andata (reti Santisteban e Kopa nel secondo tempo) e un pareggio per 1-1 al ritorno. Successivamente fu la volta del Wiener Sport-Club, dopo un pareggio senza reti all'Ernst Happel Stadion i blancos umiliarono i loro avversari al ritorno, grazie a un rotondo 7-1, in una gara segnata dal poker personale di Di Stéfano. In semifinale il Real dovette affrontare i cugini dell'Atlético Madrid in un derby: le merengues vinsero l'andata in casa grazie alle reti di Rial al 15 e di Puskás su rigore al 33', che rimontarono il gol in apertura di Gonzalez. Al Metropolitano però i colchoneros ebbero la meglio per 1-0, costringendo i loro avversari alla "bella". Il match decisivo si disputò sul campo neutro di Saragozza: Di Stéfano portò in vantaggio il Real, ma Collar pareggiò i conti dopo soli due minuti, fu una rete di Puskás in chiusura di primo tempo a regalare ai blancos la quarta finale di coppa consecutiva.
Lo Stade de Reims superò agevolmente il turno preliminare sconfiggendo con un risultato complessivo di 10-3 (4-1;2-6) i nordirlandesi dell'Ards e qualificandosi dunque al primo turno dove incontrò l'Helsinki, anch'esso eliminato senza troppi problemi. Ai quarti fu il turno dei ben più ostici belgi dello Standard Liegi, lo Stade perse clamorosamente per 2-0 all'andata, ma riuscì incredibilmente a ribaltare il risultato nella gara di ritorno con un 3-0 firmato dalle marcature di Piantoni e Fontaine, che segnò una doppietta. Un'altra rimonta segnò le semifinali, sconfitti per 1-0 a Berna, contro gli Young Boys, i francesi vinsero ancora 3-0 al Parco dei Principi, passando in finale per la seconda volta nella loro storia.

## Le due squadre

### Real Madrid
Il Real Madrid, allenato dall'argentino Luis Carniglia, schierò il giorno della finale tra i pali il proprio secondo portiere Rogelio Domínguez, mentre la linea difensiva (a tre) era composta da Marquitos, Santamaria e dal capitano Zárraga. I due mediani erano Santisteban (anch'egli giocatore con poca esperienza) e Antonio Ruiz, mentre a centrocampo le merengues calavano i propri assi: Gento, Rial, Mateos e Kopa (quest'ultimo grande ex dell'incontro), unica punta Alfredo Di Stéfano, autore in quella stagione di ben 34 reti in 38 partite. Da ricordare che Carniglia fu costretto in questa gara a fare a meno di Ferenc Puskás, grande acquisto estivo del Real e in grado di segnare 25 gol in stagione, fermato però da un infortunio.

### Stade de Reims
Lo Stade de Reims presentava invece una squadra completamente francese, allenata da Albert Batteux (che fu alla guida dei francesi per 13 stagioni consecutive tra il 1950 e il 1963). Tra i pali Dominique Colonna, in difesa invece troviamo Rodzik, Giraudo e il capitano Robert Jonquet alla quattordicesima stagione con il Reims. Un centrocampo composto dalla linea mediana di Armand Penverne e Michel Leblond e dai più offensivi Lamartine, Bliard, Piantoni e Vincent era posto dietro al fenomenale Just Fontaine, uno dei più grandi attaccanti francesi di ogni epoca, nonché detentore del record di maggior numero di gol segnati in una sola edizione del campionato mondiale (Svezia 1958, 13 reti in 6 partite) e autore in quella stagione di 36 gol.

## La partita
Appena iniziato l'incontro il Real Madrid passò in vantaggio: al 2', dopo una spettacolare corsa sulla fascia Mateos superò in velocità Leblond ed entrò in area tirando sul secondo palo, Colonna non poté nulla e fu subito 1-0 per i blancos. Gli spagnoli continuano ad attaccare, dimostrando la loro netta superiorità tecnica rispetto agli avversari, Colonna salvò più volte il risultato parando anche un calcio di rigore, mentre solo Fontaine provò a essere pericoloso per il Reims.
Come nel primo, anche nel secondo tempo il Real segnò subito in apertura: Di Stéfano si girò bene eludendo l'anticipo di Piantoni, avanzò fino al limite dell'area e concluse a rete sul primo palo, battendo il portiere avversario, al 47' gli spagnoli chiusero così l'incontro. I francesi cercarono disperatamente di riaprire la partita, lo stesso Piantoni andò per due volte vicino al gol del 2-1: prima con una gran botta da fuori respinta da Domínguez e poi non trovando la deviazione vincente in area su un cross dalla trequarti. Con il triplice fischio di Dusch il Real Madrid vinse la quarta Coppa dei Campioni su quattro edizioni svoltesi.

## Tabellino
| Arbitro: | Albert Dusch |

|                                  |           |  |
| Enrique Mateos 2’ Di Stéfano 47’ | Marcatori |  |

| Real Madrid | Stade de Reims |

| Real Madrid    |    |                    |  |
|                |    |                    |  |
| P              | 1  | Rogelio Domínguez  |  |
| D              | 2  | Marquitos          |  |
| D              | 3  | José Santamaría    |  |
| D              | 4  | José María Zárraga |  |
| C              | 5  | Juan Santisteban   |  |
| C              | 6  | Antonio Ruiz       |  |
| A              | 7  | Raymond Kopa       |  |
| A              | 8  | Enrique Mateos     |  |
| A              | 9  | Alfredo Di Stéfano |  |
| A              | 10 | Héctor Rial        |  |
| A              | 11 | Francisco Gento    |  |
| Allenatore:    |    |                    |  |
| Luis Carniglia |    |                    |  |

| Stade Reims    |    |                   |
|                |    |                   |
| P              | 1  | Dominique Colonna |
| D              | 2  | Bruno Rodzik      |
| D              | 3  | Robert Jonquet    |
| D              | 4  | Raoul Giraudo     |
| C              | 5  | Armand Penverne   |
| C              | 6  | Michel Leblond    |
| A              | 7  | Robert Lamartine  |
| A              | 8  | René Bliard       |
| A              | 9  | Just Fontaine     |
| A              | 10 | Roger Piantoni    |
| A              | 11 | Jean Vincent      |
| Allenatore:    |    |                   |
| Albert Batteux |    |                   |